# Åke Reimer
Åke Berndt Sigvard Reimer, född 14 juli 1930, död 24 augusti 2021, var en svensk tidigare handbollsspelare (mittsexa).

## Karriär
Åke Reimer började spela handboll 1944 i Växjö allmänna läroverks lag. 1946 blev klubbadressen Växjö BK, men adressen byttes nästa år till Malmö BI. Han fortsatte för Malmö BI i början av 1950-talet, men Reimer hamnade sedan i IFK Malmö. Det var i IFK Malmö han fick göra landslagsdebut mot Finland den 12 december 1954 i Helsingfors. Han gjorde debut efter en succématch i Pressens lag.
Det var IFK Malmö han representerade, när han var med i svenska landslaget och tog VM-guld 1958. Han var också med i VM-laget 1961 och tog en bronsmedalj. Han gjorde bara 21 landskamper (och 2 inofficiella) 1954–1963. Sista landskampen spelade han den 16 november 1963 mot Finland, seger 23–21 med tre mål av Åke Reimer. Under senare del av 1950-talet spelade han en period för AIK innan han avslutade elitkarriären i Vikingarnas IF. Med Vikingarna blev han svensk mästare 1967. Han slutade efter att han hjälpt Vikingarna kvala tillbaka till elitserien 1969.
Vid sidan om idrotten arbetade han på Hälsingborgs fryshus och var även under en period yrkesmilitär och stationerad som FN-soldat på Cypern.